# Junge Nationalisten
Junge Nationalisten (kurz: JN; bis 13. Januar 2018 Junge Nationaldemokraten) ist die 1969 gegründete offizielle Jugendorganisation der rechtsextremen und neonazistischen Partei Die Heimat (bis 2023 NPD). Die JN sind laut Die-Heimat-Satzung „integraler Bestandteil“ der Partei.

## Ideologie
Die JN bekennen sich zum Grundsatzprogramm von Die Heimat, vertreten diese Standpunkte aber wesentlich aggressiver, was sich sowohl während Demonstrationen als auch im politischen Stil zeigt. Sie werden vom Verfassungsschutz beobachtet und als rechtsextrem eingestuft. Ihre regelmäßig erscheinende Publikation heißt Der Aktivist. In diesem Zentralorgan bezeichnen sie sich unter der Überschrift „Der Bundesführer hat das Wort“ als „Vertreter des nationalrevolutionären Flügels innerhalb der NPD“. Die Jugendorganisation kritisiert diejenigen in Die Heimat, die den „Kampf um die Parlamente“ zum „wichtigsten Kampfziel“ gemacht hätten. Stattdessen seien „Widerstand und Kritik angebracht, da in diesen Entwicklungen die Gefahr der schrittweisen Anpassung und Verbürgerlichung“ bestehe. Die JN bezeichnen sich selbst als antiimperialistisch. Unter anderem bezeichnen sie in einem Grundsatzpapier (2018) Israel als „Feind aller Völker“ und sprechen in Bezug auf diesen Staat von einer „parasitäre[n] Staatswerdung“. In dem Januar 2021 veröffentlichten Grundsatzpapier „Staatsangehörigkeit = Nationalität?“ werden Juden als inkompatibel mit den Völkern Europas erklärt, wenn es darin heißt: „Denn durch den anhaltenden Schuldkult, wie auch durch das Hochloben der jüdischen Gemeinden, welche ebenso wenig wie der Araber mit der nordisch-germanischen Art Europas zu tun hat, wird dieser Einfluss geschürt.“

## Organisation
Im Januar 2018 benannten sich die Jungen Nationaldemokraten in „Junge Nationalisten“ um und verlegten ihren Sitz von Lübtheen nach Riesa.
In einem Interview mit der NPD-Parteizeitung Deutsche Stimme im September 2018 erklärte der neue JN-Bundesvorsitzende Christian Häger, dass der bisherige Name nicht mehr „dem heutigen Zeitgeist“ entsprochen habe. Man habe von „neu gebildeten Gruppen“, insbesondere der Identitären Bewegung (IB), gelernt und der neue Name solle den Begriff „Nationalismus“ wieder positiv in die Öffentlichkeit tragen.
Die Jungen Nationalisten gliedern sich in einen Bundesverband und einige Landesverbände. Der Vorsitzende der JN ist kraft seines Amtes automatisch Vorstandsmitglied von Die Heimat. Unter anderem waren der spätere NPD-Vorsitzende Günter Deckert und der ehemalige Parteivorsitzende und Chef der sächsischen Landtagsfraktion Holger Apfel früher Bundesvorsitzende der Jungen Nationalisten und nutzten dies zum Sprungbrett in die Führungsetage der damaligen NPD. Die JN sind nicht in allen Bundesländern vertreten. Aktiv ist die Organisation vor allem im Norden, Süden und Osten der Bundesrepublik: In Baden-Württemberg existierten Mitte 2008 zehn, in Sachsen neun, in Bayern acht, in Sachsen-Anhalt sieben und in Thüringen fünf Stützpunkte. Rekrutiert werden oft Mitglieder der Freien Kameradschaften. Der Schwerpunkt liegt in der Jugendarbeit durch „Formung und Schulung“ der Mitglieder zwischen 14 und 35 Jahren.
Generell leistet Die Heimat intensive Jugendarbeit. Sie gibt Nachhilfestunden, organisiert Feste und Freizeiten und besitzt eine eigene Fußballmannschaft. Zielsetzung der Partei und der JN ist es, über zunächst unpolitisch erscheinende Aktivitäten Jugendliche und Kinder an rechtsextremistisches Gedankengut heranzuführen. Unter Vorspiegelung einer jugendpflegerischen Tätigkeit betreibt sie eine gezielte Ideologisierung der Teilnehmer. Mit dem von 2008 bis 2011 bestehenden Nationalen Bildungskreis (NBK) verfügte die JN zudem über eine in vier Bundesländern aktive Hochschulorganisation, die auch teilweise bei Hochschulwahlen, wenngleich bisher erfolglos, antrat.
Im Zuge der Coronakrise 2020 riefen die JN zur Nachbarschaftshilfe für Corona-Risikogruppen auf, wofür die im Herbst 2017 erstmals propagierte Kampagne „Jugend packt an“ genutzt wurde. Die nationalistischen Hilfsaktionen nur für Deutsche wurden seinerzeit mit Slogans wie „Wir helfen, wo der Staat versagt“ versehen. Zudem wird die seit Beginn 2022 aktive Kampagne „Gegengift2022“ Akteuren zugeschrieben, die ebenfalls bei den Jungen Nationalisten aktiv sind. Diese Kampagne, die sich als „Gegengift zum Great Reset“ versteht, fiel durch Demonstrationen, Videos, Flugblattverteilungen und andere Propagandamaßnahmen auf.

## Veranstaltungen
Seit 2003 führte die JN mehrfach den „Europäischen Kongress der Jugend“ durch, beispielsweise 2003 in Bayern sowie 2007 und 2014 in Sachsen.
2023 standen ihre Aktionen, Veranstaltungen und Schulungen unter dem Motto „Freiheitskämpfer damals wie heute – Freikorps, Bauern- und Befreiungskriege“.

## Vorsitzende der Jungen Nationalisten
| Name                  | Amtszeit  | Wichtige politische Ämter und Mandate                                                       |
| --------------------- | --------- | ------------------------------------------------------------------------------------------- |
| Alfons Hueber         | 1971–1973 | –                                                                                           |
| Günter Deckert        | 1973–1975 | Parteivorsitzender der NPD 1991–1996                                                        |
| Winfried Krauß        | 1975–1977 | –                                                                                           |
| Gösta Thomas          | 1977–1980 | –                                                                                           |
| Rainer Vogel          | 1980–1983 | –                                                                                           |
| Claus Kruse           | 1983      | –                                                                                           |
| Hermann Lehmann       | 1983–1987 | –                                                                                           |
| Karl-Heinz Sendbühler | 1987–1989 | Bundesvorsitzender des NHB 1983–1985                                                        |
| Thilo Kabus           | 1989–1990 | –                                                                                           |
| Frank Kolender        | 1990–1991 | –                                                                                           |
| Erhard Hübchen        | 1991–1992 | –                                                                                           |
| Andreas Storr         | 1992–1994 | Bundesschatzmeister der NPD seit 2011 Mitglied des sächsischen Landtags 2009–2014           |
| Holger Apfel          | 1994–1999 | Parteivorsitzender der NPD 2011–2013 Fraktionsvorsitzender im sächsischen Landtag 2004–2013 |
| Sascha Roßmüller      | 1999–2003 | –                                                                                           |
| Stefan Rochow         | 2003–2007 | –                                                                                           |
| Michael Schäfer       | 2007–2012 | –                                                                                           |
| Andy Knape            | 2012–2014 | –                                                                                           |
| Sebastian Richter     | 2014–2018 | –                                                                                           |
| Christian Häger       | 2018–2019 | –                                                                                           |
| Paul Rzehaczek        | 2019–2022 | –                                                                                           |
| Sebastian Weigler     | 2022–     | –                                                                                           |

## Printmedien / Periodika
- bis 1990 Junge Stimme  → 1990 Einheit und Kampf
- 1991 bis 1995 Die Saufeder
- seit 1994 Der Aktivist
- Vorderste Front JN und Nationaldemokratischer Hochschul-Bund
- Jugend-wacht JN Berlin/Brandenburg[18]
- 2005 bis 2009 Hier & Jetzt